# جيمس سومنر
جيمس سومنر (James Batcheller Sumner) هو كيميائي أمريكي ولد في 19 نوفمبر 1887 وتوفي في 12 اغسطس 1955.
تخرج سومنر من جامعة هارفرد سنة 1910. في سنة 1912 سجل نفسه في مدرسة هارفرد للطب وتحصل على دكتوراه في الكيمياء الحيوية سنة 1914 وأصبح مساعدا في الكيمياء الحيوية بكلية كورنيل الطبية. في كورنيل بدأ يجري أبحاثا على الانزيمات وأراد أن يعزلها نقية ولكن رغم محاولاته لم يفلح. شكك زملائه أن ينجح ولكن استطاع عزلها سنة 1926 وأصبح أستاذا بعد نجاحه.
في سنة 1937 تحصل على منحة جوجنهايم مما سمح له بأن يمضي خمسة أشهر في السويد وليعمل مع تيودور سيفدبرغ المتحصل على جائزة نوبل سنة 1926.
في سنة 1946 تحصل على جائزة نوبل في الكيمياء لأعماله على الأنزيمات وأصبح سنة 1948 في الأكاديمية الوطنية للعلوم بالولايات المتحدة الأمريكية.

## روابط خارجية
- جيمس سومنر على موقع الموسوعة البريطانية (الإنجليزية)
- جيمس سومنر على موقع إن إن دي بي (الإنجليزية)